# ジェイコム市川
株式会社ジェイコム市川（ジェイコムいちかわ）は、かつて千葉県市川市に本社を置き、ケーブルテレビ（同時再放送、自主放送）と電気通信事業（インターネット接続、IP電話）を主たる業務とし、有線一般放送（ケーブルテレビ局）を運営する一般放送事業者および電気通信事業者であった。株式会社ジュピターテレコム(J:COM)の連結子会社であり、会社および局呼称は「J:COM 市川」であった。

## 沿革
- 1989年（平成元年）
  - 8月7日
    - 「いちかわケーブルネットワーク株式会社」として設立。
- 1991年（平成3年）
  - 2月5日
    - 有線テレビジョン放送施設設置許可取得。
- 1992年（平成4年）
  - 4月1日
    - 開局。
- 2000年（平成12年）
  - 3月1日
    - 通信センターを「市川市鬼高1丁目6番6号」に開設。

  - 4月27日
    - 第一種電気通信事業許可取得。

  - 10月1日
    - インターネット接続事業サービス開始。
- 2004年（平成16年）
  - 4月1日
    - BSデジタル放送サービス（TM（複数TS伝送）方式）を開始。
    - 地上デジタル放送サービス（64QAM方式）を開始。
    - 地上デジタル放送サービス（OFDM方式）を同一周波数で開始。
    - デジタル多チャンネル放送サービス（JC-HITS）を開始。
- 2005年（平成17年）
  - 4月1日
    - 制作編成部を「市川市鬼高1丁目1番1号」から「市川市東大和田2丁目4番10号」に移転。
- 2006年（平成18年）
  - 1月10日
    - 050 IP電話サービス『ケーブルでPhone』を開始。

  - 10月1日
    - HDD内蔵録画機能付きSTB『デジ録ダブル』を提供開始。
- 2007年（平成19年）
  - 5月20日
    - 地上デジタル放送で『テレビ市川』を開始。

  - 6月25日
    - 主要株主の川上産業株式会社や大成産業株式会社などが、ジャパンケーブルネット株式会社に保有する株式を譲渡。JCNグループに参画。

  - 8月18日
    - 本社を「市川市鬼高1丁目1番1号」から「市川市東大和田2丁目4番10号」に移転。

  - 8月31日
    - 『ケーブルでPhone』の新規販売終了。

  - 9月1日
    - 呼称を「JCN市川」に変更。

  - 12月3日
    - アナログ多チャンネル放送サービスのチャンネル番号をJCN共通番号に変更。
- 2008年（平成20年）
  - 3月25日
    - KDDI株式会社のプライマリIP電話（0AB〜J IP電話）サービス「ケーブルプラス電話」を開始。

  - 3月31日
    - デジタル多チャンネル放送サービス（JC-HITS）を終了。

  - 4月1日
    - デジタル多チャンネル放送サービス（ISDB-C（リマックス）方式）を開始。
    - JCN統一サービス名称として『JCNテレビ』、『JCNインターネット』および『JCN電話』を制定し展開。
    - JCN統一サービスラインナップ導入。
    - HDD内蔵録画機能付きSTB『録りま専科』を提供開始[注 1]。
    - JCN会員誌『JCN plus』を創刊。

  - 7月1日
    - 『JCN VODサービス』として、KDDI株式会社のVODサービス「MOVIE SPLASH VOD」を開始。

  - 10月1日
    - 『JCN VODサービス』で、FODサービス『JCNプラスビデオ』を開始。
- 2009年（平成21年）
  - 2月10日
    - au携帯電話端末を販売開始。

  - 4月1日
    - 『テレビ市川』の名称を『JCNプラスチャンネル』に変更。
    - DVDドライブ搭載HDD内蔵録画機能付きSTB『録りま専科DVD』を提供開始[注 2]。
    - 気象庁の高度利用者向けサービス用いたサービス『JCN緊急地震速報』を開始。

  - 6月1日
    - 双方向設置済みの「HDD内蔵STB」利用者向けに、リモート録画予約サービス『ケータイ録画予約』を提供開始。

  - 6月23日
    - 下り最大160Mbpsの超高速インターネット接続サービス『スピードスター160』を開始。

  - 9月1日
    - 『JCN VODサービス』で、『NHKオンデマンド(NOD)』を開始。
- 2010年（平成22年）
  - 2月28日
    - アナログ多チャンネル放送サービス終了。

  - 4月1日
    - 地デジコミュニティチャンネルで「デジタル録画コピー制御」を運用開始。

  - 7月1日
    - JCNインターネットの『スタンダード』を、下り最大伝送速度8Mbpsから15Mbpsに増速。

  - 12月27日
    - 『JCNインターネット』利用者に限定し、UQ WiMAX端末を販売開始。
- 2011年（平成23年）
  - 4月1日
    - 『JCNプラスチャンネル』をハイビジョン化。
    - BD・DVDドライブ搭載HDD内蔵録画機能付きSTB『録りま専科ブルーレイ』を提供開始[注 3]。
    - HDD内蔵録画機能付きSTBセットの新コース『HDDコース』を提供開始[注 4]。
    - 双方向設置済みの特定STB利用者向けに、『STBポータルサービス』および『JCNおすすめナビ』を提供開始。

  - 6月1日
    - リモート録画予約サービス『ケータイ録画予約』を拡充し、『ケータイde録画予約』を提供開始。

  - 7月19日
    - 地上放送の暫定的「デジアナ変換」を開始[注 5]。

  - 7月24日
    - 地上アナログ放送の放送対象地域外テレビ局を再送信終了。
- 2012年（平成24年）
  - 3月12日
    - 『JCNインターネット』利用者向けに、『JCN WiMAX』を提供開始。

  - 4月1日
    - 双方向設置済みの特定STB利用者向けに、『Shufoo!』を提供開始。

  - 6月25日
    - 『JCNインターネット』利用者向けに、『Wi-Fi内蔵モデム』を提供開始。

  - 7月20日
    - 『JCNインターネット』利用者向けに、公衆無線LANサービス『ケーブルTV Wi-Fi』を提供開始。

  - 10月1日
    - 商号を「株式会社JCN市川」に変更。
    - 『JCNプラスチャンネル』の名称を『JCN市川チャンネル』に変更。
    - 新しいコミュニティチャンネル『にっぽんケーブルチャンネル』を放送開始。
- 2013年（平成25年）
  - 3月16日
    - 本社を「市川市東大和田2丁目4番10号」から「市川市南八幡4丁目17番8号」に移転。

  - 10月31日
    - 『JCN VODサービス』の新規登録終了。

  - 12月2日
    - 親会社のジャパンケーブルネット株式会社が株式会社ジュピターテレコムの連結子会社化に伴い、J:COMグループに参画[1]。
- 2014年（平成26年）
  - 3月31日
    - 『JCN VODサービス』を終了。

  - 4月1日
    - 親会社のジャパンケーブルネット株式会社が株式会社ジュピターテレコムに吸収合併[2]。

  - 6月1日
    - 呼称を「J:COM 市川」に変更[3]。
    - 『JCN市川チャンネル』の名称を『J:COMチャンネル市川』に変更。
    - 「JCN」ブランドを廃止。
    - J:COM統一サービス名称として『J:COM TV』、『J:COM NET』および『J:COM PHONE』を制定し展開。
    - J:COMサービスラインナップ導入。
    - 『J:COM PHONE プラス』を提供開始。
    - 「にっぽんケーブルチャンネル」（JCN）を「J:COMテレビ」（J：COM）に統合[4]。

  - 7月1日
    - 商号を「株式会社ジェイコム市川」に変更[3]。

  - 10月1日
    - 『J:COM WiMAX 2+』を提供開始。
- 2015年（平成27年）
  - 1月31日
    - 「ケーブルプラス電話」を終了。

  - 2月16日
    - 『J:COM 緊急地震速報』を提供開始。

  - 2月17日
    - 『J:COM NET』および『JCNインターネット』のインターネットサービスプロバイダーを『ZAQ』に変更。

  - 3月4日
    - 地上放送の暫定的「デジアナ変換」を終了。

  - 3月9日
    - 『J:COMオンデマンド』を提供開始。
- 2019年（平成31年）
  - 4月1日
    - 株式会社ジェイコム千葉に吸収合併され、会社解散[5]。

## 事業所
本社
- 本社
  - 千葉県市川市南八幡4丁目17番8号 コスモス本八幡ビル

事務所
- 市川営業事務所
  - 千葉県市川市南八幡4丁目17番8号 コスモス本八幡ビル（本社内）
- J:COM 本八幡ケーブルパーク
  - 千葉県市川市南八幡4丁目2番5号 いちかわ情報プラザ1階

## 提供区域内自治体
- 千葉県
  - 市川市

## 業務内容
- 2019年（平成31年）3月31日時点。

統一サービス
1. J:COM TV（テレビ放送サービス[注 6]）
  1. 双方向機能（STBインターネット接続サービス）
  2. インタラクTV（STBテレビ向け情報サービス）
  3. ナビシェル（STB向けご案内画面サービス）
  4. J:COMオンデマンド（VODサービス）
  5. リモート録画予約（番組録画予約）
  6. ジェイコム マガジン（番組ガイド誌）
  7. J:COMチャンネル（第一コミュニティチャンネル）
  8. J:COMテレビ（第二コミュニティチャンネル）
2. J:COM NET（インターネット接続サービス）
  1. ZAQ（インターネットサービスプロバイダ）
  2. J:COM WiMAX 2+（4G（WiMAX）サービス[注 7]）
3. J:COM PHONE（固定電話（CATV電話）サービス）
  1. J:COM PHONE プラス（VoIP方式（プライマリ電話）サービス）[注 8]）
4. J:COM 電力
5. J:COM MOBILE（4G（LTE）サービス[注 9]）

付加サービス
- J:COM 緊急地震速報

### J:COM TV

#### 地上デジタル放送
- 表中、「伝送方式」欄の『部類』に関しては下記を参照。
  - 「PT」はパススルー方式。
  - 「TM」はトランスモジュレーション方式。
- 表中、『記号』に関しては下記を参照。
  - 「●」は視聴可能。
  - 「×」は視聴不可。
  - 「?」は不明。
- 2019年（平成31年）3月31日時点。

| リ モ コ ン キ \| ID | 放送局              | 三桁 チャンネル | 伝送方式 | 伝送方式 | 備考         |
| リ モ コ ン キ \| ID | 放送局              | 三桁 チャンネル | PT       | TM       | 備考         |
| -------------------- | ------------------- | --------------- | -------- | -------- | ------------ |
| 1                    | NHK総合・東京       | 011 012         | ●        | ●        |              |
| 2                    | NHKEテレ東京        | 021 022 023     | ●        | ●        |              |
| 3                    | チバテレビ          | 031 032         | ●        | ●        |              |
| 4                    | 日本テレビ          | 041 042         | ●        | ●        |              |
| 5                    | テレビ朝日          | 051 052 053     | ●        | ●        |              |
| 6                    | TBS                 | 061 062         | ●        | ●        |              |
| 7                    | テレビ東京          | 071 072 073     | ●        | ●        |              |
| 8                    | フジテレビジョン    | 081 082 083     | ●        | ●        |              |
| 9                    | TOKYO MX            | 091 092 093     | ●        | ●        | 区域外再放送 |
| 10                   | J:COMテレビ         | 101 102         | ●        | ×        |              |
| 11                   | J:COMチャンネル市川 | 111 112         | ●        | ●        |              |

#### FMラジオ
- 2019年（平成31年）3月31日時点。

| MHz  | 放送局       | 備考 |
| ---- | ------------ | ---- |
| 77.5 | bayfm        |      |
| 79.1 | NACK5        |      |
| 80.4 | TOKYO FM     |      |
| 81.6 | NHK千葉-FM   |      |
| 83.2 | J-WAVE       |      |
| 83.8 | NHK東京-FM   |      |
| 84.4 | 市川うららFM |      |
| 85.7 | Fm yokohama  |      |